# Xã Harrison, Quận Franklin, Kansas
Xã Harrison (tiếng Anh: Harrison Township) là một xã thuộc quận Franklin, tiểu bang Kansas, Hoa Kỳ. Năm 2010, dân số của xã này là 438 người.